# TV Caliente a.k.a. Virna Lisi
TV Caliente a.k.a. Virna Lisi  es la cuarta canción del segundo álbum de estudio Llegando los monos perteneciente al grupo de rock argentino Sumo. Fue compuesta por Luca Prodan.

## Historia
Luca Prodán tenía una fascinación increíble por la actriz italiana Virna Lisi, quien representaba la imagen más fuerte de Cinecittá, la gran meca del cine europeo y por donde el cantante (que marcó un quiebre en la historia del rock argentino) caminó en varias oportunidades.
Se había enamorado de ella en sus épocas de estudiante en la década del sesenta, en Escocia, donde fue remitido por el esnobismo de sus padres que querían para el hijo mayor de esta familia bilingüe integrada por una escocesa nacida en China y un italiano nacido en Turquía, una educación de alto nivel junto a los príncipes de Gran Bretaña.

## Inspiración de la canción

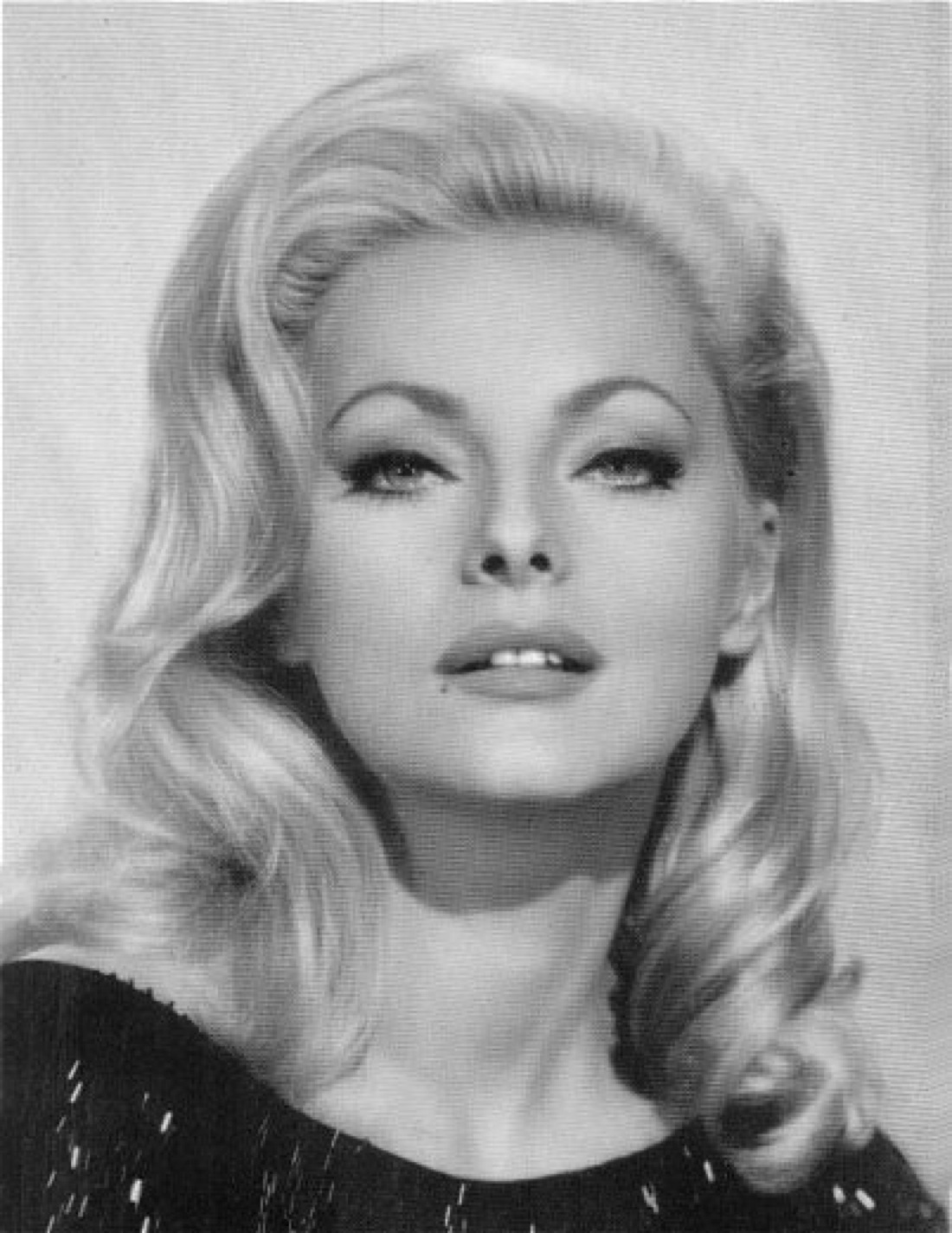
La actriz italiana Virna Lisi (1936-2014) fue la inspiración de Prodan para la canción.

Una tarde, tirados en el living de la casa de McKern (amigo de Prodan en sus años en Escocia) vieron en televisión una vieja película de Lisi junto a Anthony Quinn, El secreto de Santa Vittoria filmada en el año 1969 y allí, al término del filme compuso una canción para ella: TV Caliente (Virna Lisi).
Años después, en un reportaje que le hizo Roberto Pettinato, Luca contó: 

Yo vivía en Córdoba, había muchas vacas, muchos perros, chivos, loros y palomas, pero no había muchas mujeres entonces. Estábamos viendo la película de Virna Lisi donde hace de enfermera y cuando terminó le dije a Tommy y Germán (Daffunchio): Me enamoré de Virna.
Luca Prodan.

Finalmente la entrevista concluyó con el siguiente párrafo:

En realidad, fue la primera vez que dije hacía afuera lo que sentía por esa mujer desde hace mucho tiempo. Agarré la guitarra y compuse una canción.
Luca Prodan.

## Curiosidades
- El día en que Prodan murió, su hermano actor, Andrea, viajaba en ese momento a Buenos Aires con un bien preciado: la foto autografiada para él de Virna Lisi, esa donde le decía que ella le agradecía su amor y, sin conocerlo, le mandaba un abrazo "dolce" para "Mio caro Luca”.

## Créditos
- Luca Prodan: Voz, percusión y coros.
- Ricardo Mollo: Guitarra y coros.
- Germán Daffunchio: Guitarra y coros.
- Diego Arnedo: Bajo y coros.
- Alberto "Superman" Troglio: Batería, percusión y coros.
- Roberto Pettinato: Saxofón.